# معاملة المثليين في غيانا
قد يواجه الأشخاص من المثليين والمثليات ومزدوجي التوجه الجنسي والمتحولين جنسياً (اختصاراً: LGBT) في غيانا تحديات قانونية لا يواجهها غيرهم من المغايرين جنسيا. تعتبر غيانا هي الدولة الوحيدة في أمريكا الجنوبية، والبلد الوحيد في الأمريكتين خارج منطقة البحر الكاريبي، حيث لا يزال النشاط الجنسي المثلي (وكذلك النشاط الجنس الشرجي المغاير والجنس الفموي) غير قانونية. بموجب قوانين غيانا، يمكن أن تنطوي ممارسة الجنس الشرجي أو الفموي على عقوبة السجن مدى الحياة، لكن القلنون لا يطبق. في الآونة الأخيرة، كانت هناك جهود لإلغاء تجريم النشاط الجنسي المثلي. يدعم الرئيس ديفيد أ. غرانغر هذه الجهود.
في أغسطس 2016، ألغت المحكمة العليا في بليز حظر السدومية في بليز باعتباره غير دستوري. نظرًا لأن بليز وغيانا (وجميع الدول الأعضاء في الجماعة الكاريبية) تشتركان في فقه قضائي مماثل، فإن حظر غيانا على الجنس من الدبر غير دستوري أيضًا. ومع ذلك، خلافًا لبليز، يحتوي دستور غيانا على «بند حماية»، يحمي القوانين التي تم توريثها من الإمبراطورية البريطانية السابقة من المراجعة الدستورية، حتى لو كانت هذه القوانين تتعارض مع الحقوق الإنسانية والدستورية الأساسية. كانت شهوة الملابس المغايرة غير قانونية حتى نوفمبر 2018، عندما تم إلغاء القانون من قبل محكمة العدل الكاريبية، محكمة الملاذ الأخير في غيانا.
يميل مجتمع غويانا إلى النظر إلى المثلية الجنسية، والتحول الجنسي بشكل سلبي، على الرغم من أن المواقف تتغير ببطء وتصبح أكثر قبولًا. أقيمت مسيرة فخر المثليين الأولة في البلاد في يونيو 2018 بدعم من مختلف القادة السياسيين والدينيين. مما يجعلها أول مسيرة من نوعها في منطقة البحر الكاريبي الناطقة بالإنجليزية، وألهم ذلك دولا أخرى لكي تقيم مسيرات فخر المثليين الخاصة بها مثل باربادوس، ترينيداد وتوباغو وسانت لوسيا. تمت إقامة مسيرة فخر المثليين الثانية في البلاد في يونيو 2019.

## قانونية النشاط الجنسي المثلي

الاعتراف القانوني بالعلاقات المثلية في أمريكا الجنوبية
زواج المثليين
توفر شكل آخر من أشكال الاعتراف القانوني
لا اعتراف
حظر دستوري على زواج المثليين، عبر تقييد تعريف الزواج في الدستور إلى اتحاد بين رجل وامرأءة فقط
المثلية الجنسية غير قانونية

وفقا «للقانون الجنائي (الجرائم)» في غيانا:
القسم 352. أي شخص ذكر يرتكب، بشكل عام أو خاص، أو هو طرف في مجموعة، أو يشتري أو يحاول الحصول على ارتكاب، من قبل أي شخص ذكر، أي فعل فاحش جسيم مع أي شخص ذكر آخر مذنب في جنحة وعرضة للسجن لمدة عامين.
القسم 353. كل من

(أ) محاولات ارتكاب الجنس من الدبر؛ أو
(ب) يعتدي على أي شخص بنية ارتكاب جرائم الجنس من الدبر؛ أو
(ج) كونه ذكرًا، يهاجم أي شخص ذكر بشكل غير لائق،
يكون مذنبا بجناية ويعاقب بالسجن لمدة عشر سنوات.
القسم 354. كل من يرتكب جرائم... يكون مذنبا بارتكاب جناية ويعاقب بالسجن مدى الحياة.
القسم 355. كل من
(أ) يقوم بأي عمل فاحش في أي مكان يكون للجمهور أو يسمح له بالوصول إليه؛ أو
(ب) يقوم بأي عمل فاحش في أي مكان، ويعتزم بذلك إهانة أي شخص أو الإساءة إليه،
يكون مذنبا بجنحة وعرضة للسجن لمدة عامين.
لا يعرّف القانون بشكل خاص «الجنس الشرجي» أو «الفاحشة الجسيمة» أو «غير اللائقة»، حيث تظل هذه المصطلحات محددة في القانون العام، وتحديداً القانون الإنجليزي للعصر الاستعماري، والذي ورثت غيانا معظم قوانينه.

### جهود إلغاء التجريم
بعد دعوة الدكتور إدوارد غرين، مبعوث الأمم المتحدة الخاص المعني بفيروس نقص المناعة البشرية/الإيدز إلى منطقة البحر الكاريبي، إلى إلغاء تجريم المثلية، أعلنت حكومة غيانا في أبريل 2012 أنه تم إطلاق نقاش وطني حول ما إذا كان لاصلاح قوانين البلاد التي تميز ضد المثليين. أعربت الجماعات الدينية عن معارضتها لأي تغييرات في تلك القوانين.
في عام 2013، أنشأت الحكومة لجنة برلمانية لتقرير ما إذا كانت ستلغي قوانين الجنس من الدبر في البلاد. بدأت تلقي الطلبات العامة في أوائل عام 2014.
خلال انتخابات عام 2015، عبر كلا الحزبين السياسيين الرئيسيين عن دعمهما لحقوق المثليين. صرح الحزب التقدمي الشعبي صرح بأن: «نحن نعتقد أن كل شخص في غويانا يجب أن يكون حرا في اتخاذ القرارات، ويجب ألا يكون هناك تمييز ضدهم بسبب انتمائهم العرقي أو الجنس أو الدين أو التوجه الجنسي.» يدعو البيان الانتخابي ل«التحالف من أجل التغيير»، وهو أكبر حزب في البرلمان، إلى وضع حد للتمييز ضد المثليين.
في أبريل 2017، أعلنت الحكومة أنها ستجري استفتاء لتقرير ما إذا كان سيتم إلغاء تجريم المثلية الجنسية. ومع ذلك، في مايو 2017، ذكر موقع ببنكنيوز أنه لن يتم إجراء استفتاء، لأن العديد من المؤسسات الإعلامية في غويانا أساءت فهم موقف الحكومة.
يدعم الرئيس ديفيد أ. غرانغر تقنين النشاط الجنسي المثلي. في عام 2016، قال: «أنا مستعد لاحترام حقوق أي شخص يقوم بأي ممارسة لا تضر بالآخرين».
في أغسطس 2016 وأبريل 2018، قضت المحكمة العليا في بليز والمحكمة العليا في ترينيداد وتوباغو، على التوالي، بأن القوانين التي تجرم المثلية الجنسية غير دستورية. تم الترحيب بهذه الأحكام من قبل نشطاء المثليين في غيانا، الذين يأملون في إلغاء قوانينهم تلك أيضًا.
في مايو 2019، صرحت جمعية مناهضة التمييز على أساس التوجه الجنسي بأنها تأمل أن تتمكن لجنة إصلاح القوانين التابعة لوزارة الشؤون القانونية، بعد اجتماعها مع أصحاب المصلحة، من تحديث القوانين «القديمة» بما يتماشى مع الممارسات الدولية. هذا سيزيل القوانين التمييزية.

## الاعتراف القانوني بالعلاقات المثلية
يعتبر زواج المثليين ولا الاتحادات المدنية غير قانونيين في غيانا.

## التبني وتنظيم الأسرة
وفقًا لوزارة الخارجية الأمريكية، يسمح للشخص العازب بغض النظر عن توجهه الجنسي من تبني طفل في غيانا.
في ديسمبر 2015، صرح مدير وكالة رعاية وحماية الطفل في غيانا أن الوكالة لا تميز نظرًا لعدم وجود قوانين تحظر على الأفراد من مجتمع المثليين والشركاء المثليين من التبني أو الحضانة المؤقتة أو الوصاية. يشجع البيان أيضًا الأفراد المثليين على أن يصبحوا آباء بالتبني ويكرر عدم وجود حواجز قانونية حيث يمكن لمدير سلطة الائتلاف المؤقتة إصدار تفويض يحدد المتقدمين المحتملين الذين يمكنهم التبني بموجب قانون رعاية الطفل وحمايته.

## الحماية من التمييز
في كانون الأول/ديسمبر 2000، وافقت الجمعية الوطنية في غيانا بالإجماع على تعديل مقترح للدستور كان سيحظر التمييز على أساس التوجه الجنسي. لكن جهود الزعماء الدينيين قبل انتخابات مارس 2001 تسببت في عدم تقديم الرئيس بارات جاغديو لموافقته على التعديل. عُرض تعديل جديد، لا يتضمن إلا شرط التوجه الجنسي، على الجمعية في عام 2003، رغم أنه لم يحرز أي تقدم ثم سحبته الحكومة فيما بعد.

## الهوية الجنسية والتعبير عنها
بموجب القانون الغياني، كانت شهوة الملابس المغايرة غير قانونية حتى عام 2018. في عام 2009، تم اعتقال العديد من النشطاء المتحولين جنسيا لارتدائهم ملابس من الجنس الآخر. في عام 2010، أطلقت منظمة «غيانا ترانس يونايتد» (بالإنجليزية: Guyana Trans United)‏ طعناً في المحكمة العليا ضد قانون منع شهوة الملابس المغايرة. في عام 2013، قضى رئيس القضاة إيان تشانغ أن شهوة الملابس المغايرة كان قانونيًا ما لم يتم ذلك «لغرض غير لائق». استأنفت منظمة «غيانا ترانس يونايتد» القضية أمام محكمة الاستئناف في غيانا، حيث شجبت القانون ووصفه بأنه تمييزي وغير دستوري. ومع ذلك، أيدت محكمة الاستئناف في وقت لاحق حكم تشانغ. ثم تم استئناف القضية أمام محكمة العدل الكاريبية. موضوع النقاش هو غموض «الغرض غير الائق» وما إذا كان القانون، الذي يتعارض مع الأحكام الدستورية لحماية الحقوق والحريات الفردية الأساسية، يمكن الطعن فيه بسبب إعفاء شرط الحماية.
يمنع بند الحماية من الطعن في قوانين الحقبة الاستعمارية. بدأت الحجج الشفوية في القضية في 28 يونيو 2018، واحتفظت المحكمة بالحكم في موعد لاحق. في 13 نوفمبر 2018، قضت محكمة العدل الكاريبية بأن المادة 153 (1) (د -47) من «قانون الاختصاص القضائي (الجرائم)» غير دستوري ويجب إسقاطه من القانون الجزائي. وقضت لجنة من خمسة قضاة بأن هذا القانون، بالإضافة إلى كونه قديمًا وغامضًا، «ينتهك حق المستأنف في حماية القانون ويتعارض مع سيادة القانون».
في عام 2017، تعرضت امرأة متحول جنسيًا للهجوم والاعتداء في العاصمة جورج تاون. وقد أبلغت الشرطة بالاعتداء ورفعت قضية ضد المعتدي عليها أمام محكمة جورج تاون المحلية. في 2 مارس 2017، وهو اليوم الذي تم فيه إعلان الحكم، مُنعت من الدخول إلى قاعة المحكمة لأنها لم تكن «ترتدي ملابس الرجال». رفضت المحكمة في وقت لاحق قضيتها.

## الخدمة العسكرية
أعلن رئيس أركان الجيش السابق كومودور غاري بست في نوفمبر 2012 أن قوات دفاع غيانا ليست لديها مشكلة مع العلاقات المثلية.
"لا يتم التمييز ضد أي شخص في قوات دفاع غيانا. لذا، فإن العلاقات المثلية ليست مشكلة ولكن كيفية تصرف الأشخاص.

وجاء بيان بست بعد أن عاقبت قوات دفاع غيانا جنديتين من الإناث لمشاركتهما في ممارسة الجنس مع بعضهن البعض. تم تسريب فيديو عن الفعل للعامة. تسببت العقوبات في قيام رئيس الجمعية الوطنية السابق رالف رامكران بانتقاد رهاب المثلية في القوات المسلحة، وكذلك نهج الحكومة المراوغ بشأن مسألة العلاقات المثلية.

## ظروف الحياة
على الرغم من أنه من غير المعروف أن القوانين المتعلقة بالمثلية الجنسية في غيانا قد تم تطبيقها في السنوات الأخيرة، إلا أن التمييز ضد المثليين والمثليات ومزدوجي التوجه الجنسي والمتحولين جنسيا منتشر على نطاق واسع في غيانا بسبب التأثير الشديد للمسيحية وأحكام الكتاب المقدس، في كل من المعايير الاجتماعية والسياسية. جرّم القانون البريطاني النشاط الجنسي المثلي الذي احتفظ به بعد فترة طويلة من استقلال غيانا، وخلق مجتمعًا معاديا للمثليين. غالبية سكان غيانا يستهجنون المثلية الجنسية. يواجه مجتمه المثليين بشكل مستمر العنف والمضايقات اللفظية في غيانا، على أيدي قوات إنفاذ القانون، والزعماء الدينيين وغيرهم، ولهذا السبب، فإن معظمهم يبقون توجههم الجنسي مخفيا. المصطلح الشائع للرجال المثليين في غيانا هو «الا رجال» (بالإنجليزية: anti-men)‏.
حوالي 60% من السكان هم من المسيحيين، في حين أن معظمهم من الهندوس والمسلمين. عارضت المجموعات الإنجيلية بشدة تحسين حياة الأشخاص المثليين، من معارضة أشكال الحماية ضد التمييز إلى معارضة حرية التعبير للأفراد من مجتمع المثليين. قبل أول مسيرة فخر المثليين في 2 يونيو 2018 بوقت قصير، دعا «قسيسو رفقاء جورج تاون» الحكمومة لحظر هذا الحدث، مشيرا إلى أن مجتمع المثليين يجب ألا يكون له الحق في حرية التجمع وحرية التعبير. ووصفت المجموعة الحدث بأنه «غير أخلاقي». تجاهلت الحكومة طلبهم. علاوة على ذلك، أعرب أسقف غيانا وسورينام الأنغليكاني عن دعمهما للمسيرة، قائلين: «أنا لا أتفق مع الدعوة للحظر ويجب أن أشير إلى أن مجتمع المثليين لديهم الحق مثلنا جميعًا في المسيرة في شوارع جورج تاون بإذن من الشرطة نحن جميعًا أبناء الرب ويجب حماية حقوقنا. أنا أسقف غيانا وأنا أوافق على هذه الرسالة».
أقيمت مسيرة فخر المثليين الأولى في غيانا في 2 يونيو 2018 في جورج تاون. دعا مئات المتظاهرين إلى إلغاء تجريم المثلية الجنسية و «انتشار الحب وليس الكراهية». وشملت المجموعات المشاركة في هذا الحدث «المساواة في الكاريبي» (بالإنجليزية: Caribbean Equality)‏ و«مؤسسة غيانا رينبو» (بالإنجليزية: the Guyana Rainbow Foundation)‏ و«مؤسسة غيانا ترانس يونايتد» (بالإنجليزية: Guyana Trans United)‏ و«جمعية مناهضة التمييز على أساس التوجه الجنسي»(بالإنجليزية: the Society Against Sexual Orientation Discrimination)‏. لم تقع أية حوادث عنف، وتلقى الحدث تغطية إعلامية ملحوظة. ورفرفت المفوضية العليا البريطانية بعلم قوس قزح في دعم المسيرة. في الفترة التي سبقت هذا الحدث، كانت رسالة نشرت على وسائل التواصل الاجتماعي لأب يكتب إلى ابنته المثلية يدين فيها رهاب المثلية قد انتشرت بقوة. قالت منظمة الأصوات العالمية إن «الحدث أتاح لمجتمع المثليين في البلاد الفرصة للخروج من عباءة الخفاء والمطالبة بحقهم في أن يكونوا فخورين بمن هم ومن يختارون أن يحبوا». مما يجعلها أول مسيرة من نوعها في منطقة البحر الكاريبي الناطقة بالإنجليزية، وألهم ذلك دولا أخرى لكي تقيم مسيرات فخر المثليين الخاصة بها مثل باربادوس، ترينيداد وتوباغو وسانت لوسيا.
أقيم المهرجان الثاني للفخر في الفترة ما بين 28 مايو إلى 3 يونيو 2019. في 1 يونيو 2019، شارك 200 شخص في مسيرة فخر المثليين الثانية التي أقيمت بدون حوادث مع حماية من الشرطة. ومع ذلك، كان هناك بعض الأشخاص على طول الطريق الذين صرخوا كلمات مهينة على المشاركين. وكان من بين المشاركين النائبة البرلمانية بريا مانيكشاند، التي «استذكرت الأوقات التي كانت فيها غيانا غير متسامحة مع مجتمع المثليين وأعلنت عن سعادتها لأن غيانا أصبحت أخيرًا أكثر قبولًا». كما قارنت بين الكفاح من أجل حقوق المثليين وبين النضال من أجل حقوق المرأة.
في مايو 2019، قال جويل سيمبسون، المدير الإداري لجمعية مناهضة التمييز على أساس التوجه الجنسي، إن القوانين التمييزية ساهمت على مر السنين في ابتزاز مجتمع المثليين من قبل سلطات إنفاذ القانون. تم تسجيل العديد من الحالات التي تم فيها ابتزاز ضحايا هجمات معادية للمثليين من قبل ضباط الشرطة الذين هددوا بالقبض عليهم بسبب قانون البلاد الذي يجرم المثلية الجنسية. وأضاف سيمبسون أن عدد جرائم الكراهية لا يتم الإبلاغ عنها غالبًا. تعمل المنظمة أيضًا مع أخصائيين صحيين لتحسين معرفتهم بأفراد مجتمع المثليين ومع جامعة غيانا ومدارس التمريض في جميع أنحاء البلاد.
في يونيو 2019، كان جويل سيمبسون، المدير الإداري لجمعية مناهضة التمييز على أساس التوجه الجنسي، ضحية لاعتداء بسبب رهاب المثلية خارج متجر للمواد الغذائية في وقت متأخر من الليل. وهو ينوي تقديم شكوى رسمية إلى الشرطة.

### التركيبة السكانية
وفقًا لاستطلاع عام 2013 أجرته شركة خدمات تطوير البحوث تم تحديد حوالي 8% من مجتمع غيانا على أنه من مجتمع المثليين، مع تحديد حوالي 2% من المثليين و 1% من المثليات و 4% من مزدوجي التوجه الجنسي. أجاب 15% آخرون أنهم لا يريدون أن يذكروا ميولهم الجنسية. وجد الاستطلاع ذاته أن نصف سكان غيانا لديهم صديق مثلي الجنس وأن ربعهم لديهم أفراد من مجتمع المثليين في أسرتهم.

### الرأي العام
وجدت دراسة أجرتها عام 2013 أن حوالي 24% من المشاركين «يكرهون» مجتمع المثليين، في حين أن 38% كانوا «متسامحين» و 25% كانوا «يقبلون». وخلصت الدراسة إلى أن المسيحيين الإنجيليين كانوا الأكثر تعارضًا مع المثلية الجنسية، وأن المسيحيين غير الإنجيليين كانوا الأكثر قبولًا. كان الهندوس والمسلمون بين بين. ذكرت مجموعة من الناس في الاستطلاع أن المثلية الجنسية ليست مرضًا، بل اختيارًا. أيد أكثر بقليل من نصف (53%) من غيانا تجريم النشاط الجنسي المثلي، ولكن أكثر من النصف (52%) ذكروا أيضًا أنهم على استعداد لتغيير رأيهم إذا كانت هذه القوانين «ساهمت في المشكلات النفسية» بين الأفراد مجتمع المثليين. لاحظت دراسة عام 2013 لشركة خدمات تطوير البحوث أن 14% من الأشخاص في غيانا يؤيدون تقنين زواج المثليين، بينما وجدت دراسة أجرتها جامعة فاندربيلت عام 2010 أن 7.5% من المجيبين يؤيدون زواج المثليين.
أظهر مقياس الأمريكتين لعام 2017 أن 21% من سكان غيانا يؤيدون زواج المثليين.

### التدين
على عكس البلدان الغربية الأخرى، يميل الأشخاص من مجتمع المثليين في غيانا إلى أن يكونوا أكثر تديناً. وفقًا لاستطلاع عام 2013 أجرته شركة خدمات تطوير البحوث، يشارك 83% من البهائيين من مجتمع المثليين، و 80% من اليهود من مجتمع المثليين بصفة مستمرة في الأنشطة الدينية، يليهم الهندوس (69%)، والمعمدانيون (62%)، الإنجيليون المسيحيون (59%) والمسلمون (48%) والمسيحيون غير الإنجيليين (26٪).

## ملخص
| قانونية النشاط الجنسي المثلي                                                             | (العقوبة: السجن مدى الحياة؛ لا يتم تطبيقه) |
| المساواة في السن القانوني للنشاط الجنسي                                                  | No                                         |
| قوانين مكافحة التمييز في التوظيف                                                         | No                                         |
| قوانين مكافحة التمييز في توفير السلع والخدمات                                            | No                                         |
| قوانين مكافحة التمييز في جميع المجالات الأخرى (تتضمن التمييز غير المباشر، خطاب الكراهية) | No                                         |
| قوانين مكافحة أشكال التمييز المعنية بالهوية الجندرية                                     | No                                         |
| زواج المثليين                                                                            | No                                         |
| الاعتراف القانوني بالعلاقات المثلية                                                      | No                                         |
| تبني أحد الشريكين للطفل البيولوجي للشريك الآخر                                           | [ 14 ]                                     |
| التبني المشترك للأزواج المثليين                                                          | [ 14 ]                                     |
| يسمح للمثليين والمثليات ومزدوجي التوجه الجنسي بالخدمة علناً في القوات المسلحة             | (منذ عام 2012)                             |
| الحق بتغيير الجنس القانوني                                                               | No                                         |
| علاج التحويل محظور على القاصرين                                                          | No                                         |
| الحصول على أطفال أنابيب للمثليات                                                         | No                                         |
| الأمومة التلقائية للطفل بعد الولادة                                                      | No                                         |
| تأجير الأرحام التجاري للأزواج المثليين من الذكور                                         | (غير قانوني للأزواج المغايرين كذلك)        |
| السماح للرجال الذين مارسوا الجنس الشرجي التبرع بالدم                                     | No                                         |